# Jean-Charles Hachet
 (juillet 2009).
Si vous disposez d'ouvrages ou d'articles de référence ou si vous connaissez des sites web de qualité traitant du thème abordé ici, merci de compléter l'article en donnant les références utiles à sa vérifiabilité et en les liant à la section « Notes et références ».
Jean-Charles Hachet est un médecin et un critique d'art.

## Carrière

### Médecine
Le Dr Hachet a été le premier à introduire l'oxyologie (médecine d'urgence) en milieu professionnel[réf. souhaitée]. Il a mené des études approfondies sur les accidents en milieu du travail et mis en place des plans d'action et d'intervention adaptés aux différents types d'entreprise[réf. souhaitée].
Ses travaux récompensés par le prix Jansen de l'Académie nationale de médecine en 1981, ont été publiés en 1982 dans l'ouvrage Urgence en Médecine du travail[réf. souhaitée].
Le Docteur Jean-Charles Hachet est l’auteur en collaboration avec le Professeur Jean-Pierre Fréjaville d'un dictionnaire des Pathologies Professionnelles et de Médecine du travail (Maloine Editeur). L’ouvrage a été couronné par le prix Charles Achard décerné par l’Académie nationale de médecine[réf. souhaitée].
Il conduit également des recherches en toxicologie dans l’industrie[réf. souhaitée].
Ses travaux donnent lieu en 1988 à la parution de son ouvrage principal Toxicologie d’urgence qui sera traduit en 1997 en portugais et diffusé au Brésil et au Portugal[réf. souhaitée].

### Arts
Jean-Charles Hachet est également écrivain et historien d'art, spécialisé dans la sculpture.
Il est deux fois lauréat de l’Académie des Beaux-Arts dont prix Thorlet en 2005, Grand Prix de littérature Marcel Sandoz et de recevoir la médaille du Salon National des Antiquaires[réf. souhaitée].
Il est à l'origine de la réalisation du Centaure de bronze de 5 mètres installé devant le Cadre noir de Saumur le 1er octobre 2011.

## Œuvres
- Urgence en Médecine du travail, Masson-collection des Abrégés, 1982 (réédité en 1996)
- Dictionnaire des pathologies professionnelles et de médecine du travail, Maloine, 1988
- Toxicologie d’urgence, 1988
- Le dictionnaire de Toxicologie clinique, Masson, 1992 (sur les intoxications par produits chimiques et les polluants de l’environnement)
- Dictionnaire des sculpteurs et fondeurs animaliers, Luxembourg, Argusvalentines, mai 2005, 1088 p. (ISBN 2-919769-13-8)
- Les bronzes animaliers des XIXe et XXe siècles, Varia, 1987
- César ou les métamorphoses d’un grand art, Varia, 1989
- Les bronzes animaliers de l’Antiquité à nos jours, en deux tomes, version plus complète intégrant de nouveaux artistes contemporains français et étrangers, Varia, 1992
- Colloque Européen de la sculpture-Prix Géricault, Varia d’Art, 1994
- Ferdinand Parpan : l'intuition des formes, Paris, Somogy éditions d'art, 2001, 270 p. (ISBN 9782850564338).

## Articles médicaux
- « Brûlures par les produits chimiques », Concours médical,‎ 1983
- « La fiche de liaison », Concours médical,‎ novembre 1983
- « Accidents causés par les brûlures chimiques », Concours médical,‎ décembre 1983
- « Le ramassage des victimes lors d’accidents du travail », Concours médical,‎ janvier 1984
- « Conduite à tenir en cas d’intoxication aiguë par des produits industriels », Tempo médical,‎ février 1984
- « Sida actualisé », Tempo médical,‎ mars 1988
- « Les morts subites en milieu professionnel », Cahiers de médecine interprofessionnelle,‎ mars 1989
- « Les noyades », Le généraliste,‎ mars 1990
- « Herbicides et cancer », Art et biologie,‎ mars 1993
- « Toxicologie : synergie », Art et biologie,‎ juin 1993

## Articles d'art
- « L’Art de César », L’Art Contemporain,‎ 1986
- « Les bronzes animaliers : Maîtres et chefs-d’œuvre », Cote des antiquités,‎ 1988
- « César : La sculpture animalière contemporaine », Cote des antiquités,‎ 1988
- « César », Le cahier technique du biologiste n° 18,‎ 1990
- « Le sculpteur Ferdinand Parpan », Arts et biologie,‎ juin 1992 (ISSN 1168-7916)
- « Le sculpteur Edouard Marcel Sandoz », Arts et biologie,‎ septembre 1992 (ISSN 1168-7916)
- « François Lavrat, Rêves de feu et d’acier », Arts et biologie,‎ mars 1993 (ISSN 1168-7916)
- « César », Arts et biologie,‎ juin 1997 (ISSN 1168-7916)
- « La sculpture animalière contemporaine », Arts et biologie,‎ mars 1998 (ISSN 1168-7916)
- « Ferdinand Parpan », Arts et biologie,‎ mars 1999 (ISSN 1168-7916)
- « 83 ans après Rodin, la Suisse honore le sculpteur Ferdinand Parpan », Arts et biologie,‎ juin 2000 (ISSN 1168-7916)
- « Cheval et sculpture », Arts et biologie,‎ septembre 2001 (ISSN 1168-7916)
- « Apport de la porcelaine dans la sculpture », Arts et biologie,‎ septembre 2005 (ISSN 1168-7916)
- « César : mon centaure », Arts et biologie,‎ mars 2006 (ISSN 1168-7916)
- « La mémoire des héros en marche », Arts et biologie,‎ juillet 2006 (ISSN 1168-7916)
- « Arrivée remarquée d’Amiral Théodore », Arts et biologie,‎ novembre 2006 (ISSN 1168-7916)
- « Antoine Poncet : L’art de faire des sculptures heureuses de vivre », Arts et biologie,‎ mars 2008 (ISSN 1168-7916)
- « Du nouveau dans la sculpture contemporaine », Arts et biologie,‎ juillet 2008 (ISSN 1168-7916)
- « Arnaud d’Hauterives peintre de l’imaginaire », Arts et biologie,‎ mai 2009 (ISSN 1168-7916)
- « Léonard Gianadda », La Gazette des Arts,‎ janvier/février 2010
- « Château de Maisons-Laffitte. Amiral Théodore », La Gazette des Arts,‎ juin/juillet 2010
- « Terziev Brigitte », La Gazette des Arts,‎ février/mars 2011
- « Podevyne Anne », La Gazette des Arts,‎ juin 2012